# الیاس کین
الیاس کین (به انگلیسی: Elias Kane) سناتور سابق عضو حزب دموکرات ایالات متحده آمریکا بود. وی در سال ۱۸۲۵ تا ۱۸۳۵ میلادی سناتور ایالت ایلی‌نوی در سنای ایالات متحده آمریکا بود.